# ژو فنگلیان
ژو فنگلیان ( simplified Chinese      ; متولد نوامبر 1977) یک دیپلمات چینی است که در حال حاضر به عنوان معاون مدیر و سخنگوی دفتر اطلاعات در دفتر امور تایوان در شورای دولتی فعالیت می کند. 

## اوایل زندگی
زو در سال 1977 در میژو ، استان گوانگدونگ ، در خانواده ای فقیر از قومیت هاکا به دنیا آمد. پدرش یک کارگر ساختمانی و مادرش یک فروشنده کوچک خیابانی بود. در مدرسه راهنمایی، زو به عنوان مانیتور سالن خدمت می کرد.   
او در سال 1996 در رشته زبان های خارجی از دانشگاه بیهانگ فارغ التحصیل شد و سپس در سال 2000 در مقطع کارشناسی ارشد در رشته زبان های خارجی از همان موسسه فارغ التحصیل شد. زو فارغ التحصیل کارشناسی ارشد مدیریت دولتی در دانشگاه Tsinghua است. 

## حرفه دیپلماتیک
در جولای 2003، او به دفتر امور تایوان (TAO) شورای دولتی جمهوری خلق چین پیوست. از سپتامبر 2010 تا ژانویه 2019، او به عنوان معاون مدیر و مدیر دفتر امور هنگ کنگ ، ماکائو و تایوان TAO خدمت کرد. او در آگوست 2019 به عنوان معاون اداره اطلاعات TAO منصوب شد و بعداً در نوامبر 2019 به عنوان سخنگوی نیز منصوب شد.  

## بیانیه
می خواهم تاکید کنم که استقلال تایوان یک بن بست است. روند تاریخی اتحاد ملی و احیای ملی را هیچ شخص یا نیرویی نمی تواند متوقف کند.— ژو فنگ لیان
در 29 مارس 2021، زمانی که برندهای پوشاک غربی در پاسخ به نقض حقوق بشر در آن منطقه، پنبه را از سین کیانگ تحریم کردند، ژو اظهار داشت: 
نیروهای خارجی ضد چین برای لکه دار کردن تصویر سرزمین اصلی، تضعیف امنیت و ثبات سین کیانگ و مهار توسعه سرزمین اصلی، شایعاتی مانند " کار اجباری " و " نسل کشی " را جعل کردند. آنها از پنبه برای صحبت کردن در مورد چیزها استفاده می کنند و قصد مستی نوشیدن مشروبات الکلی نیست، بلکه تهمت زدن و تهمت زدن است.
در 6 نوامبر 2021، ژو اعلام کرد که چین حامیان جنبش استقلال تایوان را از نظر کیفری مسئول خواهد دانست. یک لیست سیاه ایجاد شد که آنها را با عدم اجازه ورود به چین و مناطق اداری ویژه هنگ کنگ و ماکائو و ممنوعیت آنها و نهادهایشان از انجام تجارت در چین جریمه می کرد. ژو همچنین در مورد هواداران استقلال تایوانی اظهار داشت:  
کسانی که اجداد خود را فراموش می کنند، به سرزمین مادری خیانت می کنند و کشور را تجزیه می کنند، هرگز عاقبت به خیر نخواهند شد و توسط مردم طرد و توسط تاریخ مورد قضاوت قرار خواهند گرفت.
در 31 مارس 2022، ژو از جوانان تایوانی خواست تا تجارت خود را در چین شروع کنند و گفت:  
فرصت هایی که چین می تواند ارائه دهد فراتر از تصور شماست.

## لینک های خارجی
- پرونده‌های رسانه‌ای مربوط به Zhu Fenglian در ویکی‌انبار
- گفتاوردهای مربوط به ژو فنگلیان در ویکی‌گفتاورد